# جنکونگه
جنکونگه (به لهستانی:  Dziękonie) یک روستا در لهستان است که در گمینا مونگکی واقع شده‌است. جنکونگه ۱۲۰ نفر جمعیت دارد.